# 博博利采
博博利采是波蘭的城鎮，位於該國西北部，距離首府什切青28公里，由西波美拉尼亞省負責管轄，面積4.62平方公里，海拔高度145米，鎮上的東正教教堂建於1902年，2010年人口4,343。

## 外部連結
- Jewish Community in Bobolice（页面存档备份，存于） on Virtual Shtetl

53°57′N 16°35′E / 53.950°N 16.583°E